# Ibrahim Osman
Ibrahim Osman, né le 29 novembre 2004 à Accra au Ghana, est un footballeur international ghanéen qui évolue au poste d'ailier gauche à l'AJ Auxerre, en prêt de Brighton & Hove Albion.

## Biographie

### En club
Né à Accra au Ghana, Ibrahim Osman est formé par la Right to Dream Academy au Ghana. 

#### FC Nordsjælland (2023-2024)
Il découvre l'Europe et le Danemark en janvier 2023, rejoignant le FC Nordsjælland, club partenaire de la Right to Dream Academy. C'est avec ce club qu'il fait ses débuts en professionnel, le 24 février 2023, lors d'une rencontre de Superligaen face à l'Odense BK. Il entre en jeu à la place d'Ernest Nuamah et son équipe l'emporte par quatre buts à deux.
Le 1er juin 2023 il signe son premier contrat professionnel avec le FC Nordsjælland,.

#### Brighton & Hove Albion (depuis 2024)
Le 10 février 2024, Ibrahim Osman trouve un accord avec le club anglais de Brighton & Hove Albion pour un contrat de cinq ans effectif à partir du 1er juillet 2024,.

#### Prêt au Feyenoord Rotterdam
Le 15 août 2024, il signe en prêt pour la saison 2024-2025 au Feyenoord Rotterdam en Eredivisie.

#### AJ Auxerre (2025-2026)
Le 8 juillet 2025, Osman est prêté avec option d’achat à l’AJ Auxerre,.

### En sélection
En mars 2024, Ibrahim Osman est convoqué pour la première fois avec l'équipe nationale du Ghana par le sélectionneur Otto Addo. Il honore sa première sélection lors de ce rassemblement, le 22 mars 2024, lors d'un match amical face au Nigeria. Il entre en jeu à la place de Jordan Ayew lors de ce match perdu par son équipe sur le score de deux buts à un,.